# Benerib
| ib | M32 |

| ib | M32 |

Benerib là vương hậu Ai Cập cổ đại thuộc vương triều thứ nhất. Cái tên "Benerib" có nghĩa là "sự ngọt ngào của trái tim".
Benerib là phối ngẫu chính thất của pharaoh Hor-Aha, nhưng không phải mẹ của người kế vị ngai vàng, Djer. Mẹ của Djer là Khenthap, một người vợ khác của Hor-Aha. Benerib được cho là vợ của Hor-Aha dựa trên thực thể tìm thấy trong ngôi mộ của mình tại Abydos.
Không rõ danh hiệu của Benerib là gì, và cũng không biết cha mẹ bà là ai. Benerib được chôn cất tại Umm El Qa'ab trong ngôi mộ B14.